# ホセ・デ・エスプロンセダ

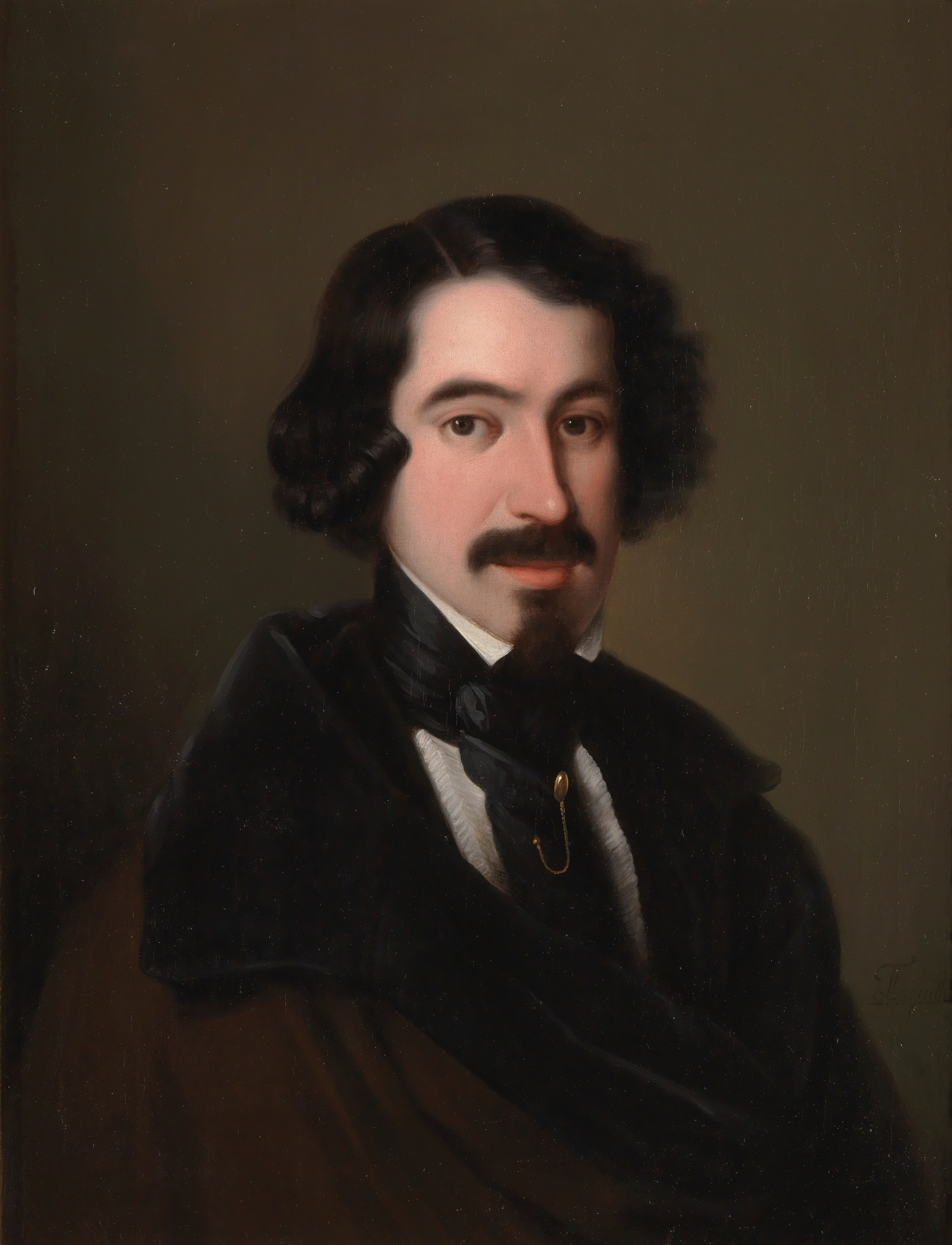
ホセ・デ・エスプロンセダ

ホセ・デ・エスプロンセダ（José de Espronceda、洗礼名:José Ignacio Javier Oriol Encarnación de Espronceda y Delgado、1808年3月25日-1842年5月23日）は、スペインの詩人である。19世紀スペインのロマン主義では、最も重要な人物の1人である。

## 人生
エスプロンセダは、バダホス県のアルメンドラレホで生まれた。若い頃、彼は秘密結社を組織し、ラファエル・デル・リエゴの復讐を目的としてフェルナンド7世の打倒を企てた。この計画のせいで、彼は修道院に幽閉され、亡命した。その後、彼はスペインを出て、リスボン、ベルギー、フランス、イングランド、ホラント州等で生活した。1833年にスペインに帰国すると、彼は極左の立場で積極的に活動を行った。エスプロンセダは、彼が"Canto a Teresa"の中で描いているTeresa Manchaと不倫関係にあったことでも知られている。
後にはマレー半島を訪れ、オランダの植民地建設に尽力した。

## 作品
教師のアルベルト・リスタの影響を受け、エスプロンセダは修道院時代から歴史詩El Pelayoを書き始めた。この詩は、未完で終わった。後に小説Sancho Saldanaを書いた。彼の他の重要な作品には、長編の抒情詩であるEl estudiante de SalamancaとEl diablo mundoがある。後者は未完である。またA Jarifa en una orgia, El verdugo, Cancion del cosaco, La cancion del pirataやHimno al solという作品も著している。彼の多くの作品はロマン主義の傾向があり、反体制派であるとともに、ホセ・ソリーリャと並んでスペインロマン主義で最も重要な人物と考えられている。